# Krokodilschleichen
Die Krokodil- oder Alligatorschleichen (Gerrhonotinae) sind eine im mittleren und südlichen Nordamerika, in Mittelamerika und in Kolumbien lebende Unterfamilie der Schleichen (Anguidae).

## Merkmale
Krokodilschleichen haben – im Unterschied zu den beinlosen Schleichen der Unterfamilie Anguinae und den größtenteils nur mit winzigen Beinen ausgestatteten Schleichen der Familie Diploglossidae – gut ausgeprägte, allerdings dünne Beine, die fünf Zehen haben. Der Körper ist langgestreckt und von großen, viereckigen, plattenartigen Schuppen bedeckt, die sich schindelartig überlagern und lediglich in der die Atmung erleichternden Seitenfalte fehlen. Der Schwanz ist so lang wie der Rumpf. Bei der baumbewohnenden Gattung Abronia dient er als Greiforgan. Die meisten Arten sind von brauner oder grauer Farbe, oft mit schwarzen oder weißen Querstreifen. Die größte Art, die Texas-Krokodilschleiche (Gerrhonotus liocephalus), erreicht eine Kopf-Rumpf-Länge von 20 Zentimeter.

## Lebensweise
Krokodilschleichen leben vor allem in trockenen, offenen Gebieten, die Arten der mittelamerikanischen Gattung Abronia leben auf Bäumen. Es sind träge Tiere, die die meiste Zeit in ihren Verstecken verbringen. Krokodilschleichen vermehren sich ovipar und legen pro Gelege bis zu 20 Eier. Die Baumschleichen (Abronia) und die Art mit dem am weitesten nach Norden reichenden Verbreitungsgebiet, die Nördliche Krokodilschleiche (Elgaria coerulea), sind vivipar (lebendgebärend).

## Gattungen und Arten
- Baumschleichen (Abronia)
  - Abronia anzuetoi Campbell & Frost, 1993
  - Abronia aurita (Cope, 1869)
  - Abronia bogerti Tihen, 1954
  - Abronia campbelli Brodie & Savage 1993
  - Abronia chiszari Smith & Smith 1981
  - Abronia deppii (Wiegmann, 1828)
  - Abronia fimbriata (Cope, 1884)
  - Abronia frosti Campbell, Sasa, Avevedo & Mendelson, 1998
  - Abronia fuscolabialis (Tihen, 1944)
  - Abronia gaiophantasma Campbell & Frost, 1993
  - Abronia graminea (Cope, 1864)
  - Abronia leurolepis Campbell & Frost, 1993
  - Abronia lythrochila Smith & Alvarez Del Toro 1963
  - Abronia martindelcampoi Flores-Villela & Sánchez-H, 2003
  - Abronia matudai (Hartweg & Tihen, 1946)
  - Abronia meledona Campbell & Brodie, 1999
  - Abronia mitchelli Campbell, 1982
  - Abronia mixteca Bogert & Porter, 1967
  - Abronia montecristoi Hidalgo, 1983
  - Abronia oaxacae (Günther, 1885)
  - Abronia ochoterenai (Martin Del Campo, 1939)
  - Abronia ornelasi Campbell, 1984
  - Abronia ramirezi Campbell, 1994
  - Abronia reidi Werler & Shannon, 1961
  - Abronia salvadorensis Hidalgo, 1983
  - Abronia smithi Campbell & Frost, 1993
  - Abronia taeniata (Wiegmann, 1828)
  - Abronia vasconcelosii (Bocourt, 1871)
- Barisia
  - Barisia herrerae Zaldívar-Riverón & Nieto-Montes De Oca, 2002
  - Barisia imbricata (Wiegmann, 1828)
  - Barisia levicollis Stejneger, 1890
  - Barisia rudicollis (Wiegmann, 1828)
- Coloptychon
  - Coloptychon rhombifer (Peters, 1876)
- Desertum[1]
  - Desertum lugoi (McCoy, 1970)
- Elgaria
  - Elgaria cedrosensis (Fitch, 1934)
  - Nördliche Krokodilschleiche (Elgaria coerulea (Wiegmann, 1828)) Nördliche Krokodilschleiche (Elgaria coerulea), Paarung

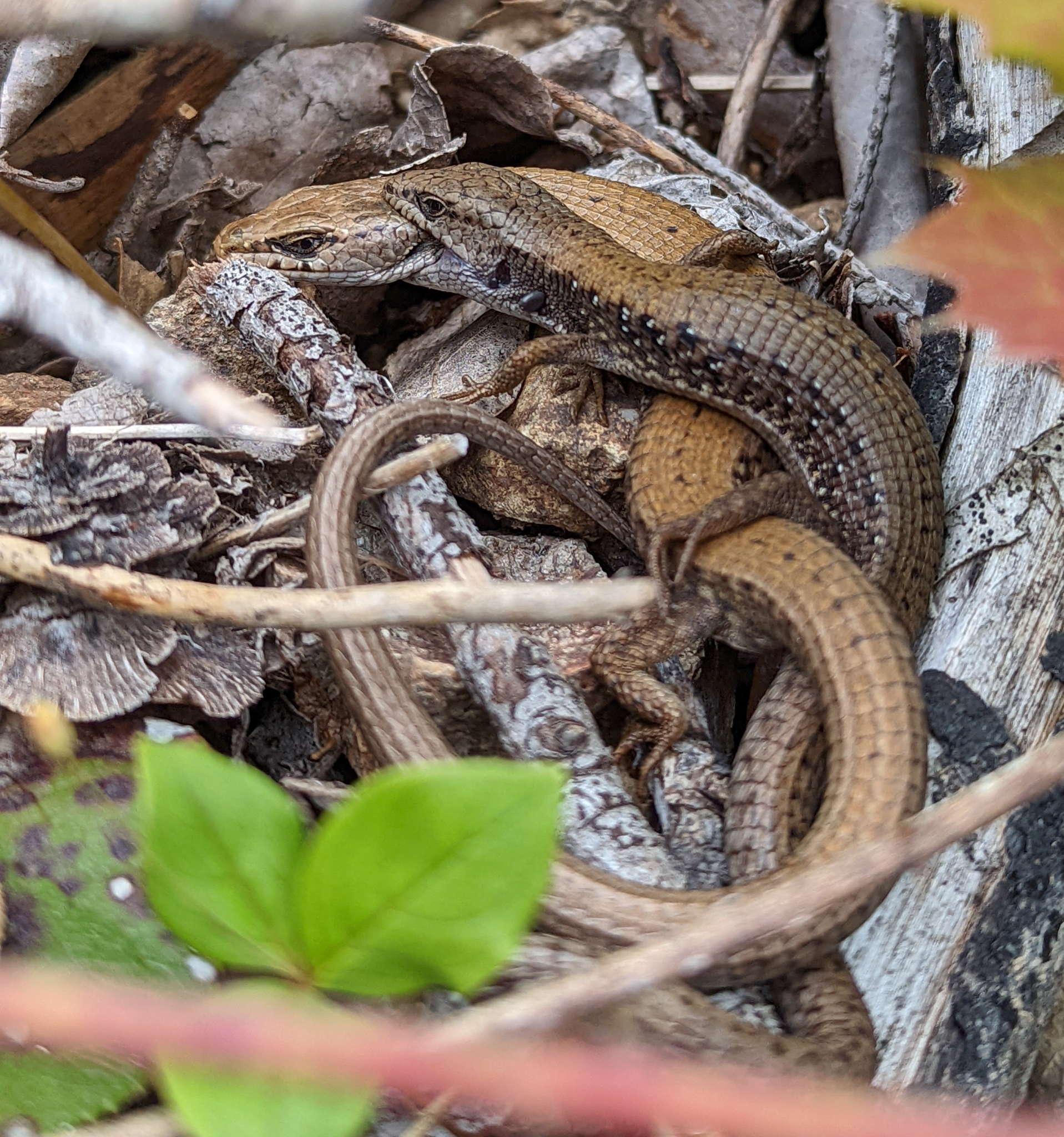
Nördliche Krokodilschleiche (Elgaria coerulea), Paarung

  - King-Alligatorschleiche (Elgaria kingii Gray, 1838)
  - Südliche Krokodilschleiche (Elgaria multicarinata (Blainville, 1835))
  - Elgaria panamintina (Stebbins, 1958)
  - Elgaria paucicarinata (Fitch, 1934)
  - Elgaria velazquezi Grismer & Hollingsworth, 2001
- Gerrhonotus
  - Gerrhonotus farri Bryson & Graham, 2010
  - Gerrhonotus infernalis Baird, 1859
  - Texas-Krokodilschleiche (Gerrhonotus liocephalus Wiegmann, 1828)
  - Gerrhonotus mccoyi García-Vázquez et al., 2018
  - Gerrhonotus ophiurus Cope, 1867
  - Gerrhonotus parvus Knight & Scudday 1985
- Mesaspis
  - Mesaspis antauges (Cope, 1866)
  - Mesaspis gadovii (Boulenger, 1913)
  - Mesaspis juarezi (Karges & Wright, 1987)
  - Mesaspis monticola (Cope, 1878)
  - Mesaspis moreletii (Bocourt, 1871)
  - Mesaspis viridiflava (Bocourt, 1873)